# Josep Maria Juncadella Salisachs
Josep Maria Juncadella Salisachs   (Barcelona, 20 d'abril de 1936) és un antic pilot d'automobilisme català. Fou el principal impulsor i fundador de l'Escuderia Montjuïc, gràcies a la qual pogué disposar de cotxes de gran qualitat. Amb l'equip Montjuïc-Tergal participà en tota mena de curses de turismes i sports-prototips i aconseguí dos Campionats d'Espanya de cotxes sport (1971 i 1972). És germà de Xavier Juncadella, oncle de Daniel Juncadella i cunyat d'Àlex Soler-Roig, tots ells pilots d'automobilisme de renom.

## Trajectòria esportiva
El 1963 guanyà la classe D del primer Trofeu Juan Jover amb un Mini Cooper. Al volant d'un Mini participà en ral·lis i obtingué els seus èxits inicials: guanyà el Vasco-Navarro, el Barcelona-Andorra i, el 1965, la pujada a la Rabassada i dues proves a Montjuïc (el Trofeu RACC-RACE i la 3a edició del Trofeu Juan Jover). Amb el mateix model, en diferents versions, participà en el Ral·li de Montecarlo (1967) i en curses en circuit, com les 6 Hores de Barcelona.
El 1968 es passà a les curses en circuit i corregué en Fórmula 3 a Montjuïc i a Mònaco l'any següent. El mateix 1969 guanyà al Jarama i acabà tercer del Campionat d'Espanya amb un Ford GT40 (llavors ja havia fundat l'Escuderia Montjuïc). El 1970 participà en les 24 Hores de Le Mans amb un Porsche 908 i amb Joan Fernández de company d'equip. L'any següent, 1971, hi pilotà un Ferrari 512, acompanyat de l'italià Nino Vacarrella. Amb el mateix cotxe i fent equip amb el pilot francès de Fórmula 1 Jean Pierre Jabouille, acabà segon als 1.000 km de París i al Tour de França Automobilístic, on guanyà la prova de velocitat del circuit de Montjuïc. Amb un Chevron quedà tercer als 1.000 km de Barcelona i segon a les 2 Hores del Jarama, cosa que li valgué el títol estatal de cotxes sport. El 1972 participà en el Campionat d'Europa de sport-prototips de 2 litres i revalidà el Campionat d'Espanya. El 1973 es retirà amb una victòria a la pujada a la Rabassada.